# Anna Maria Dieplinger
Anna Maria Dieplinger (geboren 1970 in Natternbach), ist eine österreichische Sozialwissenschaftlerin, Autorin, Expertin für Gendermedizin, Lehrende an Universitäten und Fachhochschulen und Diplomierte Gesundheits- und Krankenpflegeschwester.

## Leben
Die Pflichtschule besuchte sie bei den Englischen Fräulein (Maria Ward-Schulen) in Neuhaus am Inn in Niederbayern. Nach ihrem Pflichtschulabschluss erhielt sie einen Ausbildungsplatz für Bürolehre, wechselte später zur Krankenpflege und erwarb im Jahr 1991 am Allgemeinen Krankenhaus der Stadt Linz (AKH Linz) das Diplom für  Gesundheits- und Krankenpflege.
Zwischen 1991 und 2005 leistete sie Krankenpflege im Fach Gynäkologie sowie Operationsdienst am AKH Linz.
Im Jahr 2000 legte sie die Studienberechtigungsprüfung ab und studierte fortan bis 2003 Soziologie an der  Johannes Kepler Universität Linz. Im Jahr 2005 erhielt sie für ihre Dissertation „Frauengesundheit eine gesundheitssoziologische Herausforderung“ das Doktorat für Sozial- und Wirtschaftswissenschaften.
Von 2004 bis 2012 war sie Leiterin der medizinischen Stabstelle Sozialdienst und Entlassungsmanagement des AKH Linz. Von 2005 trug sie bis 2015 als Dozentin an der Fachhochschule Kärnten vor.
Seit 2010 hat sie die wissenschaftliche Leitung für den Frauengesundheitsbericht Österreich inne.
Seit 2010 lehrt sie an der Katholischen Stiftungsfachhochschule München. Zwischen 2013 und 2016 war sie Universitätsdozentin am Institut für Gesellschaft- und Sozialpolitik, Projektmanagement und empirische Studien der Johannes Kepler Universität Linz.
Von 2014 bis 2016 hatte sie die Studiengangsleitung Pflegewissenschaft - Masterstudiengang, der Paracelsus Medizinische Privatuniversität (Salzburg) inne.
Am 4. Juli 2017 wurde sie  für die Arbeit „Versorgungsforschung – pflegewissenschaftliche und methodologische Perspektiven dargestellt an durchgeführten Projekten in Österreich von 2012–2016“ an der Paracelsus Medizinische Privatuniversität im Fach Pflegewissenschaften habilitiert.
Dieplinger trägt häufig auch im katholischen Bildungshaus Schloss Puchberg bei Wels vor.

## Privates
Dieplinger ist Mutter einer Tochter und eines Sohnes.

## Auszeichnungen
- Im Juni 2018 erhielt Dieplinger für ihre Habilitation den Dr. Maria Schaumayer Anerkennungspreis[4]
- Im März 2019 wurde sie von der WHO für den Penn Nursing Renfield Foundation Award for Global Women’s Health nominiert[5]

## Schriften
- Das Erziehungsverhalten von Eltern als Determinante von ADHD (Attention deficit hyperactive disorder). Hochschulschrift, Universitätsverlag Rudolf Trauner, Linz 2003, ISBN 978-3-85487-506-2.
- Fehldiagnose: Frau. Wie Krankheiten und Symptome sich bei Frauen anders zeigen. Mit Karikaturen von Werner Duller, Böhlau Verlag, Wien 2007, ISBN 978-3-205-77640-6.
- mit Anna Labek: Gender friendly hospital. Entwicklung von Leitlinien für eine Gesundheitseinrichtung. OÖ Gebietskrankenkasse, Linz 2007, ISBN 978-3-900581-49-7.

Mitarbeit
- Soziale Dienstleistungen für PatientInnen und Angehörige: Studien und Konzepte zur Orientierung von Sozialarbeit im Krankenhaus
- Gesundheitsbericht Schwangerschaft und Geburt.: Eine Studie zur Versorgungssituation in Oberösterreich von Institut für Gesellschafts- und Sozialpolitik, Johannes Kepler Universität Linz, Arbeitsgruppe für Sozial- und Gesundheitsforschung, Anna Maria Dieplinger, et al
- Lebensqualität in Oberösterreich von Institut für Gesellschafts- und Sozialpolitik, JKU Linz, Anna Maria Dieplinger, et al.